# Tergivelum cinnabarinum
Tergivelum cinnabarinum is een diersoort in de taxonomische indeling van de Hemichordata. Het dier behoort tot het geslacht Tergivelum en behoort tot de familie Torquaratoridae. De wetenschappelijke naam van de soort werd voor het eerst geldig gepubliceerd in 2012 door Priede, Osborn, Gebruk, Jones, Shale, Rogacheva & Holland.